# South Park (26.ª temporada)
A vigésima sexta temporada da série animada americana South Park estreou no Comedy Central em 8 de fevereiro de 2023.

## Produção
No dia 17 de janeiro de 2023, o Comedy Central divulgou um vídeo teaser para anunciar a nova temporada da série, porém sem informar a data de estreia. Posteriormente, em 20 de janeiro, a descrição do vídeo foi atualizada para anunciar a data de estreia da 26ª temporada para 8 de fevereiro. A confirmação dessa data foi dada por outras fontes, incluindo o perfil oficial do Twitter de South Park.

## Episódios
| Número | Episódio | Título                                                      | Dirigido por | Escrito por          | Exibição original       | Exibição no Brasil  | Cód. de produção |
| --- | -------- | ----------------------------------------------------------- | ------------ | -------------------- | ----------------------- | ------------------- | ---------------- |
| 320 | 1        | "Cupid Ye" "Cupido Ye"                                      | Matt Stone   | Matt Stone           | 8 de fevereiro de 2023  | 9 de março de 2023  | 2601             |
| Stan se sente excluído quando Kyle e Tolkien ficam mais próximos para fazer TikToks juntos. Enquanto isso, Cartman tenta sabotar o novo relacionamento de Kyle com a ajuda do Cupido Ye. No entanto, as coisas pioram quando Ye começa a disseminar conspirações antissemitas sobre Kyle para os demais alunos da escola. |          |                                                             |              |                      |                         |                     |                  |
| 321 | 2        | "The Worldwide Privacy Tour" "Turnê Mundial da Privacidade" | Trey Parker  | Trey Parker          | 15 de fevereiro de 2023 | 16 de março de 2023 | 2602             |
| Kyle recorre à gestão de marca para ajudar a lidar com os problemas causados pelo Príncipe do Canadá e sua esposa durante sua visita a South Park. |          |                                                             |              |                      |                         |                     |                  |
| 322 | 3        | "Japanese Toilet" "Privada Japonesa"                        | Trey Parker  | Trey Parker          | 1 de março de 2023      | 23 de março de 2023 | 2603             |
| Randy se vê em apuros ao usar seu antigo vaso sanitário, ele então decide comprar um vaso japonês. Ele fica tão empolgado com sua nova privada que começa a se gabar para todos em South Park. No entanto, o novo vaso começa a causar problemas com outras pessoas, incluindo Jimmy Valmer.                              |          |                                                             |              |                      |                         |                     |                  |
| 323 | 4        | "Deep Learning" "Aprendizado Profundo"                      | Trey Parker  | Trey Parker; ChatGPT | 8 de março de 2023      | 30 de março de 2023 | 2604             |
| Stan começa a usar o aplicativo ChatGPT para ajudá-lo a fazer seus trabalhos escolares e para enviar mensagens de texto melhor elaboradas para Wendy. No entanto, surgem problemas com os rumores de que os alunos estão usando o aplicativo para trapacear em seus exercícios escolares.                                 |          |                                                             |              |                      |                         |                     |                  |
| 324 | 5        | "DikinBaus Hot Dogs"                                        | Trey Parker  | Trey Parker          | 22 de março de 2023     | 13 de abril de 2023 | 2605             |
| Cartman transforma sua casa cachorro-quente em um parque de diversões que vende de fast-food chamada DikinBaus Hot Dogs, mas toda sua verba vem diretamente do salário de Butters. |          |                                                             |              |                      |                         |                     |                  |
| 325 | 6        | "Spring Break" "Semana do Saco Cheio"                       | Trey Parker  | Trey Parker          | 29 de março de 2023     | 20 de abril de 2023 | 2606             |
| Sr. Garrison recai nos "velhos hábitos" quando ele retorna à sua persona anterior de Presidente dos Estados Unidos. |          |                                                             |              |                      |                         |                     |                  |